# Zbigniew
A Zbigniew szláv eredetű lengyel férfinév. Jelentése valaki, aki megszabadult dühétől. Zbygniew alakban is használják.

## Névnapok
- február 17.
- március 17.
- április 1.

## Híres Zbigniewek
- Zbigniew lengyel fejedelem
- Zbigniew Boniek, lengyel labdarúgó
- Zbigniew Brzezinski amerikai politológus, nemzetbiztonsági tanácsadó
- Zbigniew Bujak, lengyel politikus
- Zbigniew Cybulski lengyel színész
- Zbigniew Herbert lengyel költő
- Zbigniew Preisner lengyel filmzeneszerző
- Zbigniew Siemiątkowski lengyel politikus
- Zbigniew Wąsiel lengyel szobrász
- Zbigniew Ziobro lengyel politikus